# Pachyramphus validus
El anambé grande (Pachyramphus validus), es una especie de ave paseriforme perteneciente a la familia Tityridae. Este género ha sido emplazado tradicionalmente en la familia Cotingidae o Tyrannidae, pero serias evidencias sugieren que su mejor lugar es Tityridae, donde ahora la emplaza la SACC. 
Se encuentra en Argentina, Bolivia, Brasil, Ecuador, Paraguay, y Perú. Recientemente registrado en el nordeste de Uruguay. Su hábitat natural son los bosques húmedos de las tierras bajas, los bosques húmedos de montaña y los bosques degradados.

## Galería

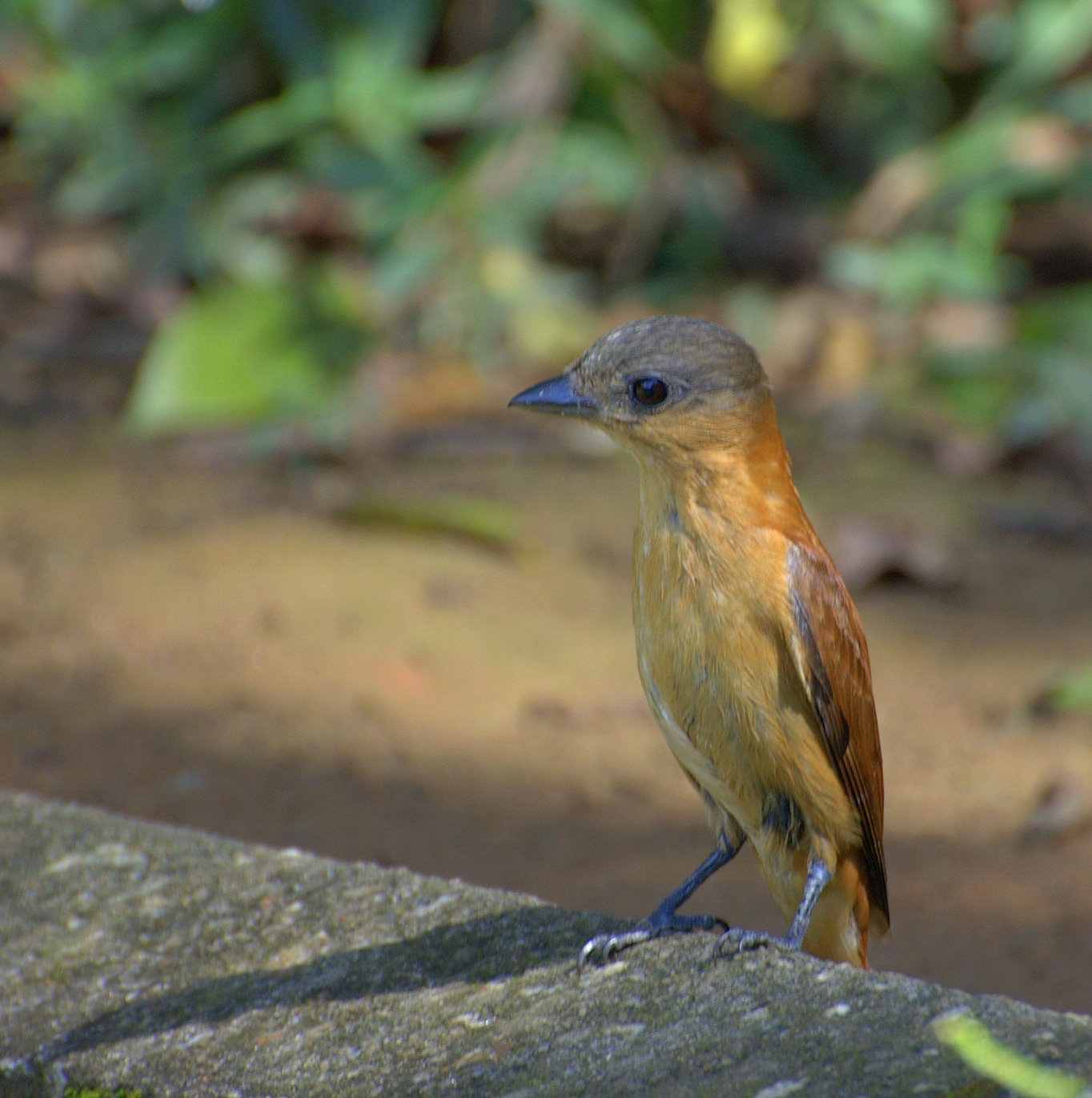
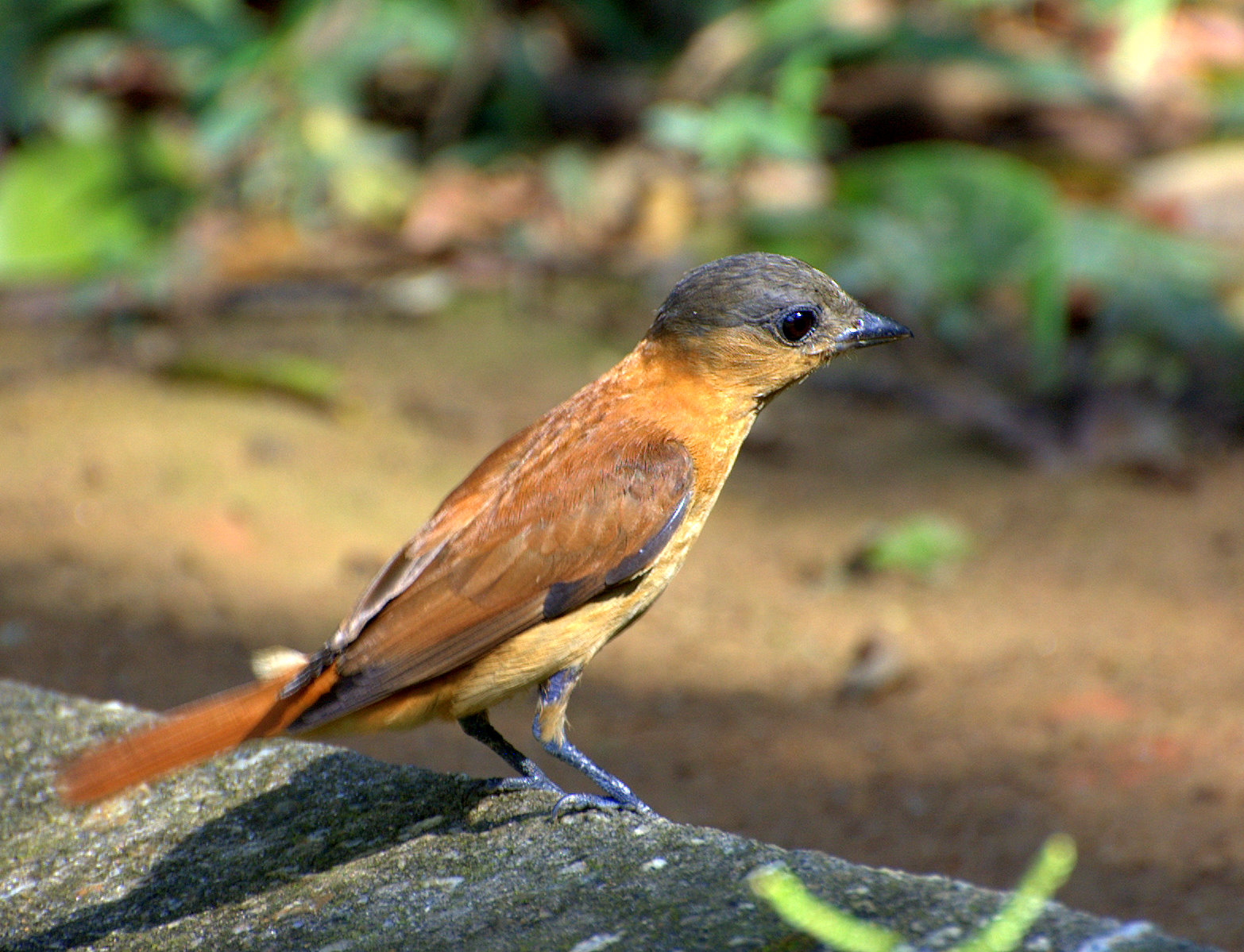
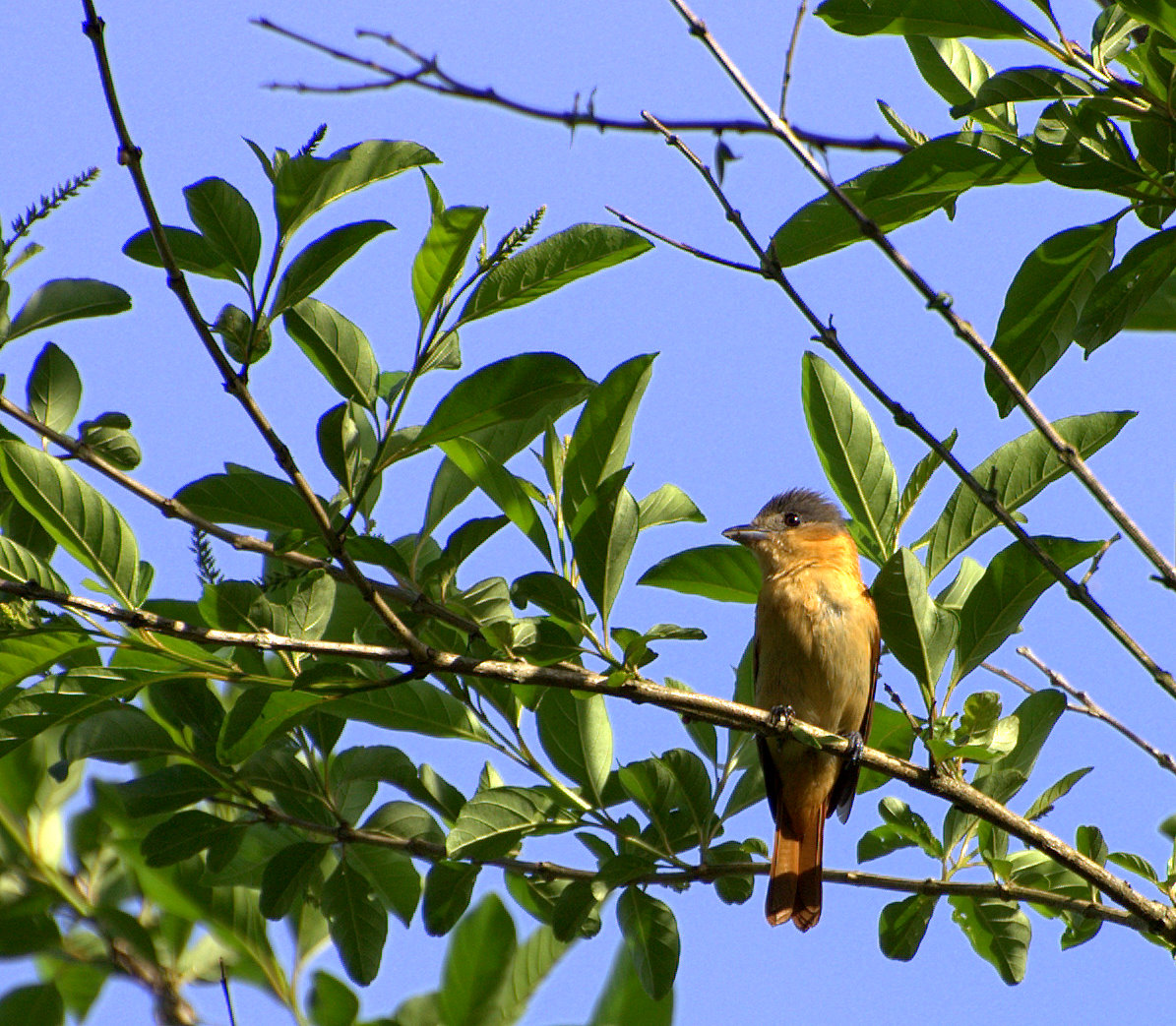